# Gallo (zodiaco cinese)

Gallo

Il Gallo ( 鸡 ) è il decimo animale nel ciclo di 12 anni dello Zodiaco cinese. L'Anno del Gallo è associato con il simbolo 酉.

## Anni e i Cinque Elementi
Le persone nate nel periodo compreso fra le seguenti date si dice che sono nate nell'"anno del Gallo":
- 22 gennaio, 1909 - 9 febbraio, 1910: Terra
- 8 febbraio, 1921 - 27 gennaio, 1922: Metallo
- 26 gennaio, 1933 - 13 febbraio, 1934: Acqua
- 13 febbraio, 1945 - 1º febbraio, 1946: Legno
- 31 gennaio, 1957 - 17 febbraio, 1958: Fuoco
- 17 febbraio, 1969 - 5 febbraio, 1970: Terra
- 5 febbraio, 1981 - 24 gennaio, 1982: Metallo
- 23 gennaio, 1993 - 9 febbraio, 1994: Acqua
- 9 febbraio, 2005 - 28 gennaio, 2006: Legno
- 28 gennaio, 2017 - 15 febbraio, 2018: Fuoco
- 2029 - 2030: Terra

## Attributi
Le persone nate nell'anno del Gallo sono spesso grandi osservatori. Sono coraggiosi, elastici e tenaci, ma possono anche essere immersi in sé stessi, pretenziosi ed eccessivamente romantici. Il più delle volte, sono molto accurati e precisi nelle loro osservazioni.
Queste persone certamente amano trovarsi sotto i riflettori, amano intrattenere gli amici e adorano incontrare nuove persone, e perfino le circostanze inaspettate e incerte non sono una barriera per loro.
È quasi impossibile trovare persone nate in quest'anno che sembrino sciatte o disordinate. Il fatto è che queste persone sono spesso meglio vestite e curate di tutte le altre. Sono attivamente interessati a vestiti, colori e accessori e sono spesso molto critiche con il loro aspetto fisico come pure per quello delle persone attorno a loro. Alle persone nate in questo anno piace essere notate e lusingate. Alcuni potrebbero criticarli per il loro esibizionismo, ma il fatto che siano compassionevoli, saggi e abbiano una natura coraggiosa, quando altri hanno bisogno di aiuto, attenua le loro mancanze.
I Galli sono individui molto leali. A loro non piace la disonestà o la finzione di ogni sorta. Sono schietti e onesti e si aspettano che quelli intorno a loro facciano lo stesso. I Galli sono più felici quando sono circondati dagli altri, a una festa o solo a una riunione di gruppo. Perfino si divertono sotto i riflettori e esibiscono il loro carisma e il loro brio in un minuto; possono diventare agitati se non parli con loro. I Galli tendono a vantarsi di sé stessi e dei loro successi e, quando lo fanno, richiedono un ascolto attento.
È difficile per queste persone accettare consigli, a causa del loro spirito fortemente indipendente. Queste persone confidano molto nel loro giudizio e nelle loro scelte. Talvolta il nato in questo segno diventa troppo schietto, il che può causare problemi nel relazionarsi con gli altri. Così sarebbe saggio se alcune volte non esprimesse le sue opinioni, per mantenere la pace. I Galli possono esagerare con il loro bisogno di essere sempre perfetti, non riuscendo a rilassarsi e a lasciare spazio e parola ad altre persone.
Sono molto compatibili con il Toro, il Drago, il Serpente o la Capra.

## Attributi tradizionali del Gallo/Associazioni
| Attributo                     |                                                                                                   |
| ----------------------------- | ------------------------------------------------------------------------------------------------- |
| Posizione nello Zodiaco       | Decimo                                                                                            |
| Ore più adatte della giornata | 5 pm – 7 pm                                                                                       |
| Direzione                     | Ovest                                                                                             |
| Stagione e mese               | Autunno, settembre                                                                                |
| Date dei Mesi Lunari          | 8 settembre-7 ottobre                                                                             |
| Pietra preziosa               | Diaspro                                                                                           |
| Colori                        | Bianco, Giallo                                                                                    |
| Segno occidentale equivalente | Vergine                                                                                           |
| Polarità                      | Yin                                                                                               |
| Elemento                      | Metallo                                                                                           |
| Tratti positivi               | Coraggioso, entusiasta, arguto, fedele, lavoratore, intelligente, meticoloso, generoso, d'ingegno |
| Tratti negativi               | Materialistico, eccessivamente romantico, pretenzioso, vano, autoritario, meticoloso, schietto    |
| Nazioni                       | Italia, Belgio, Afghanistan, Corea del Sud, Polonia, Repubblica Ceca, Marocco                     |